# Fiorano GT Challenge
Fiorano GT Challenge im Freizeitpark Ferrari World in Abu Dhabi (Vereinigte Arabische Emirate) ist ein stählerner Racing Roller Coaster des Herstellers Maurer Rides, die am 4. November 2010 eröffnet wurde. Beide Strecken sind jeweils 1000 m lang und die Züge, welche vom Design her einem Ferrari F430 Spider ähneln, werden mittels LSM-Abschuss auf eine Höchstgeschwindigkeit von 95 km/h beschleunigt. Um die Züge zwischendurch immer wieder zu beschleunigen, verfügen beide Strecken über jeweils drei LSM-Boost-Abschnitte.

## Züge
Die Züge von Fiorano GT Challenge verfügen über jeweils drei Wagen mit Platz für jeweils vier Personen (zwei Reihen à zwei Personen).